# Giacinto Brandi

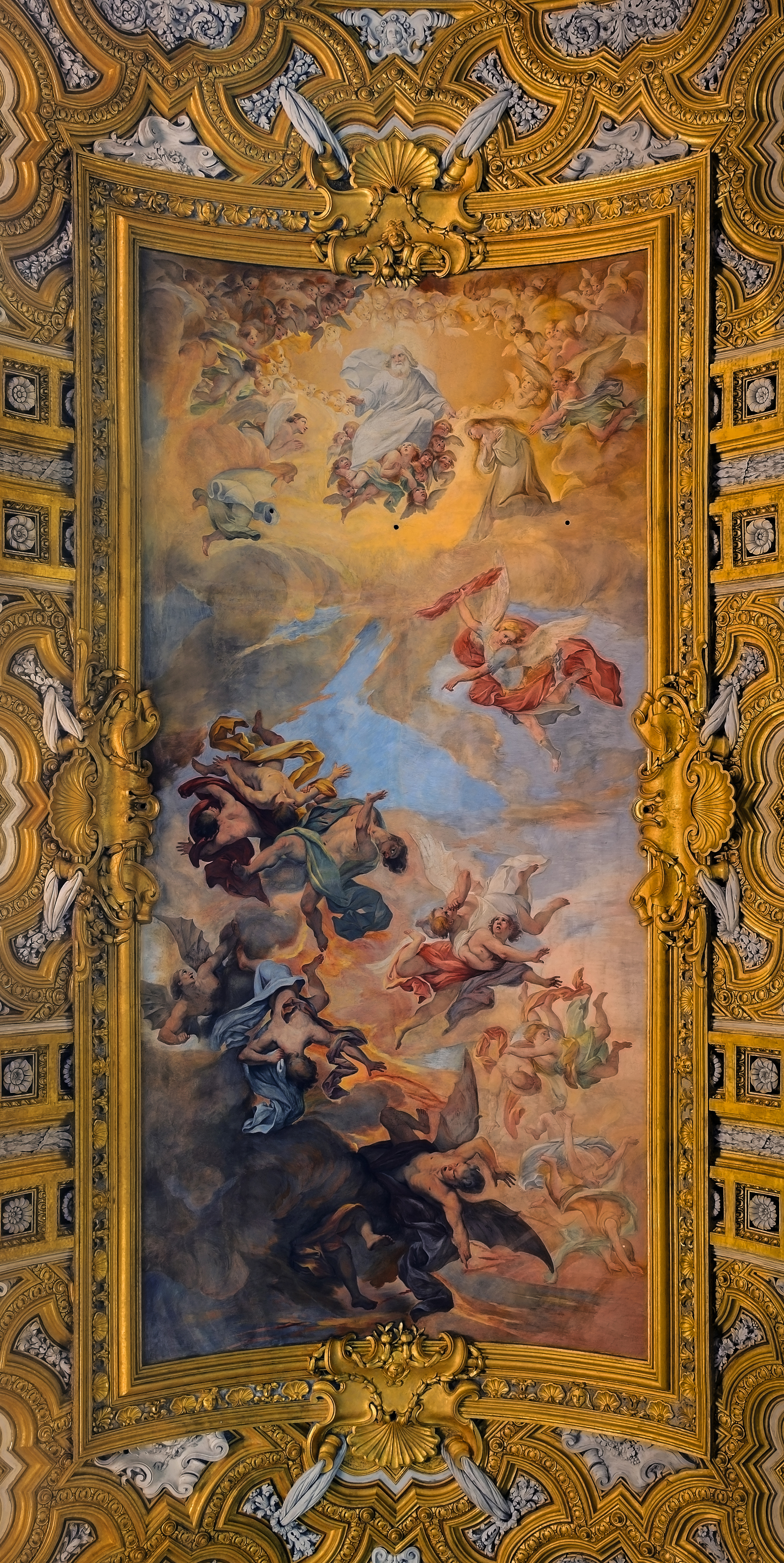
Sturz der gefallenen Engel

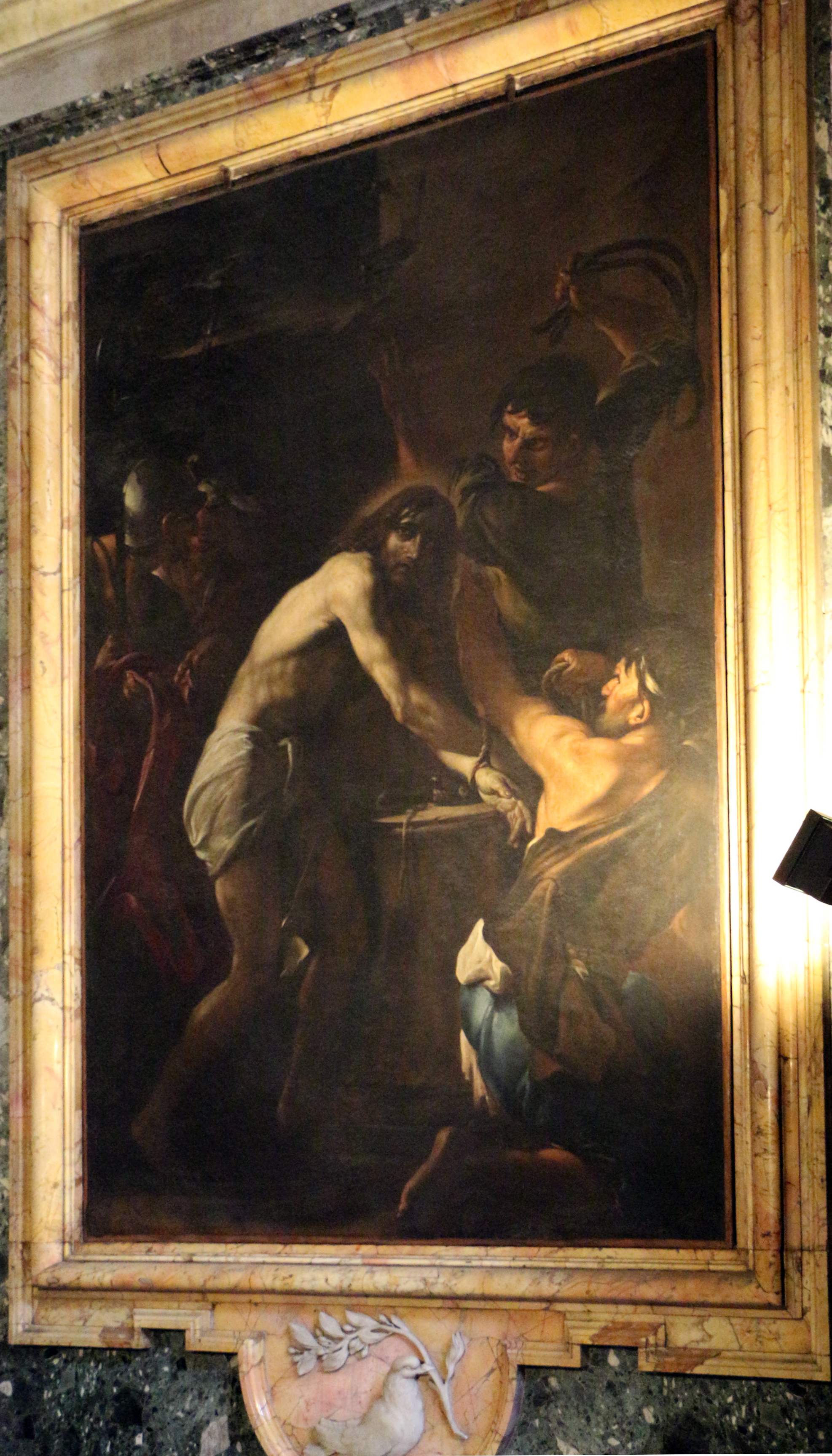
Geißelung

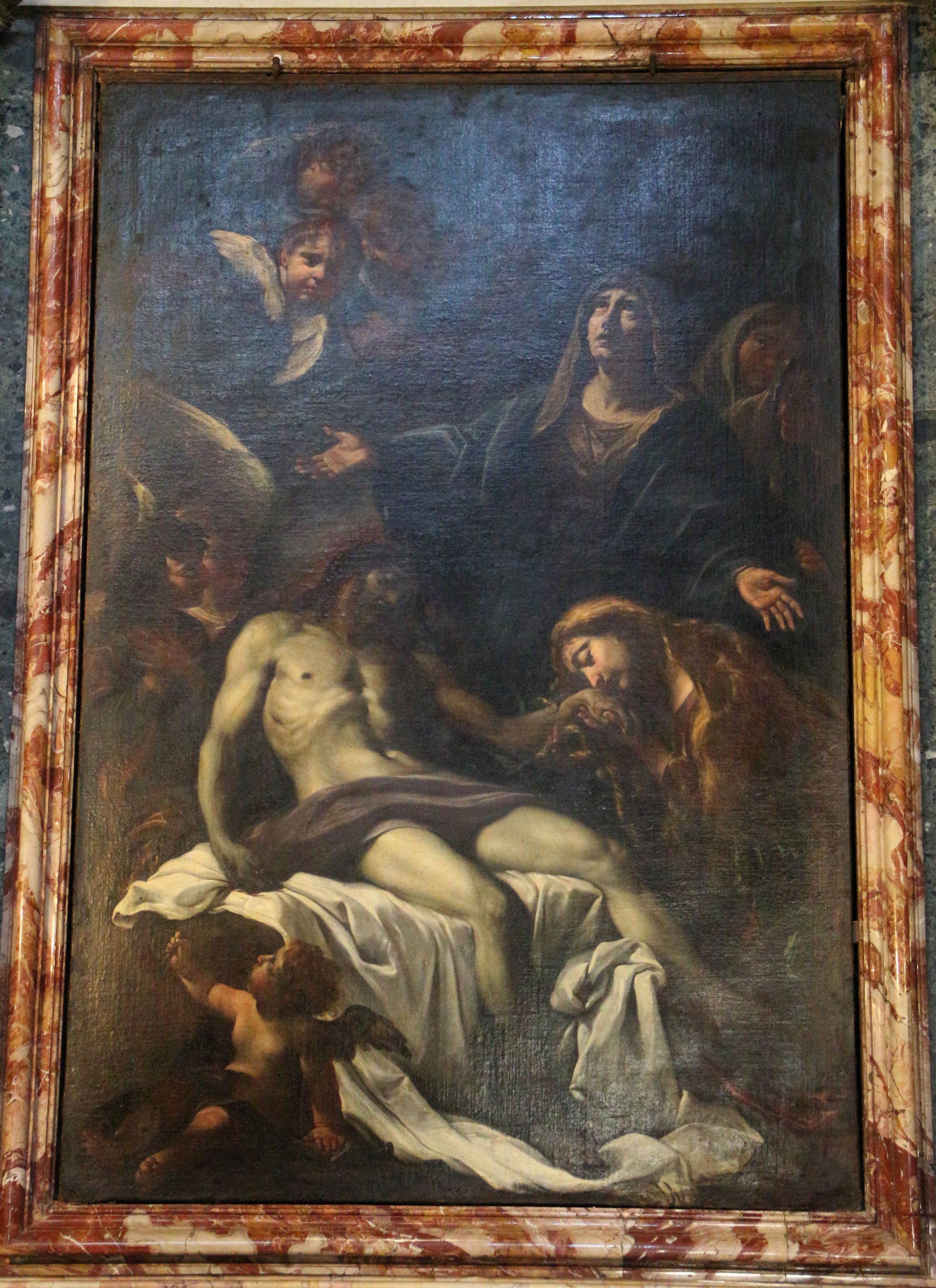
Grablegung

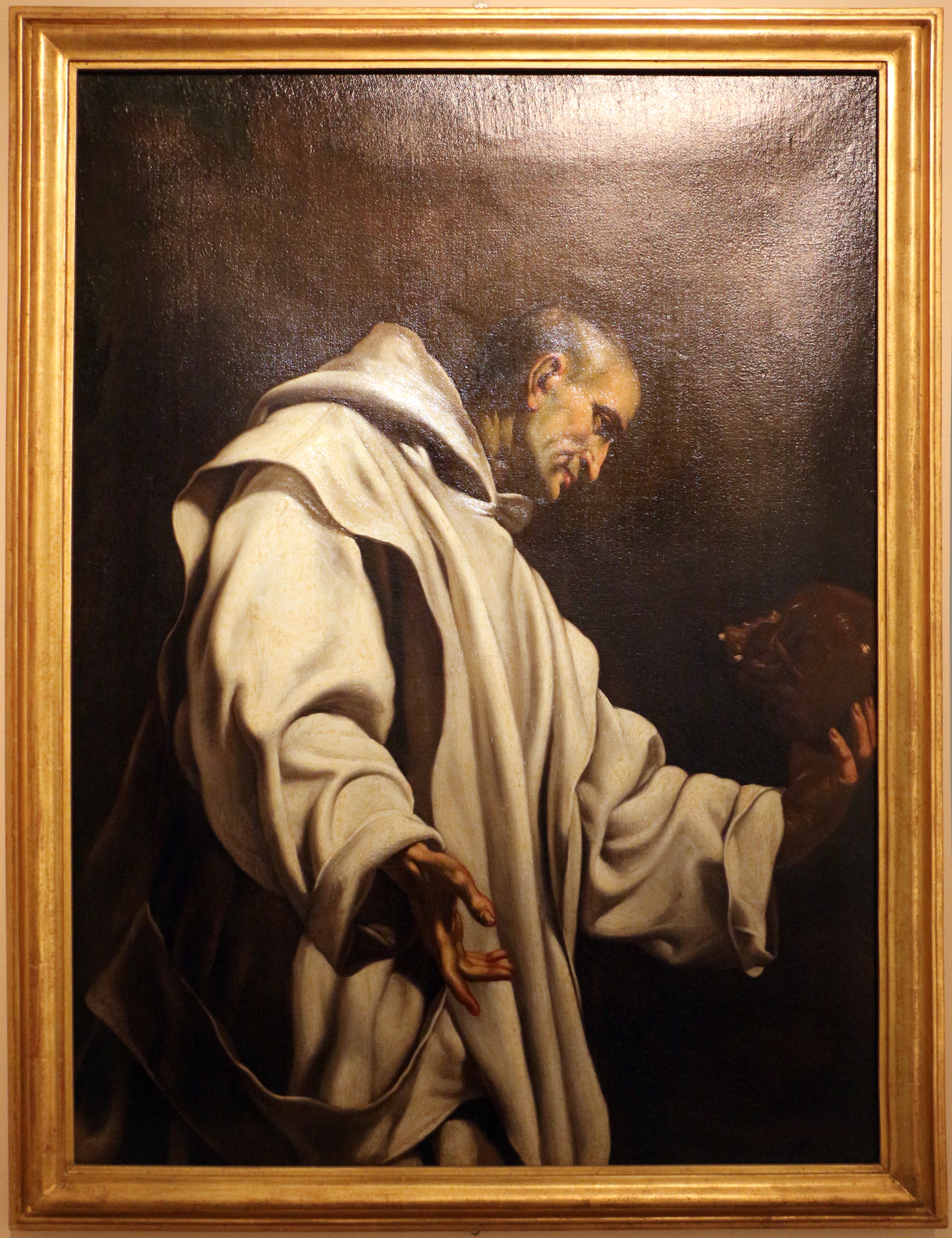
Hl. Bruno

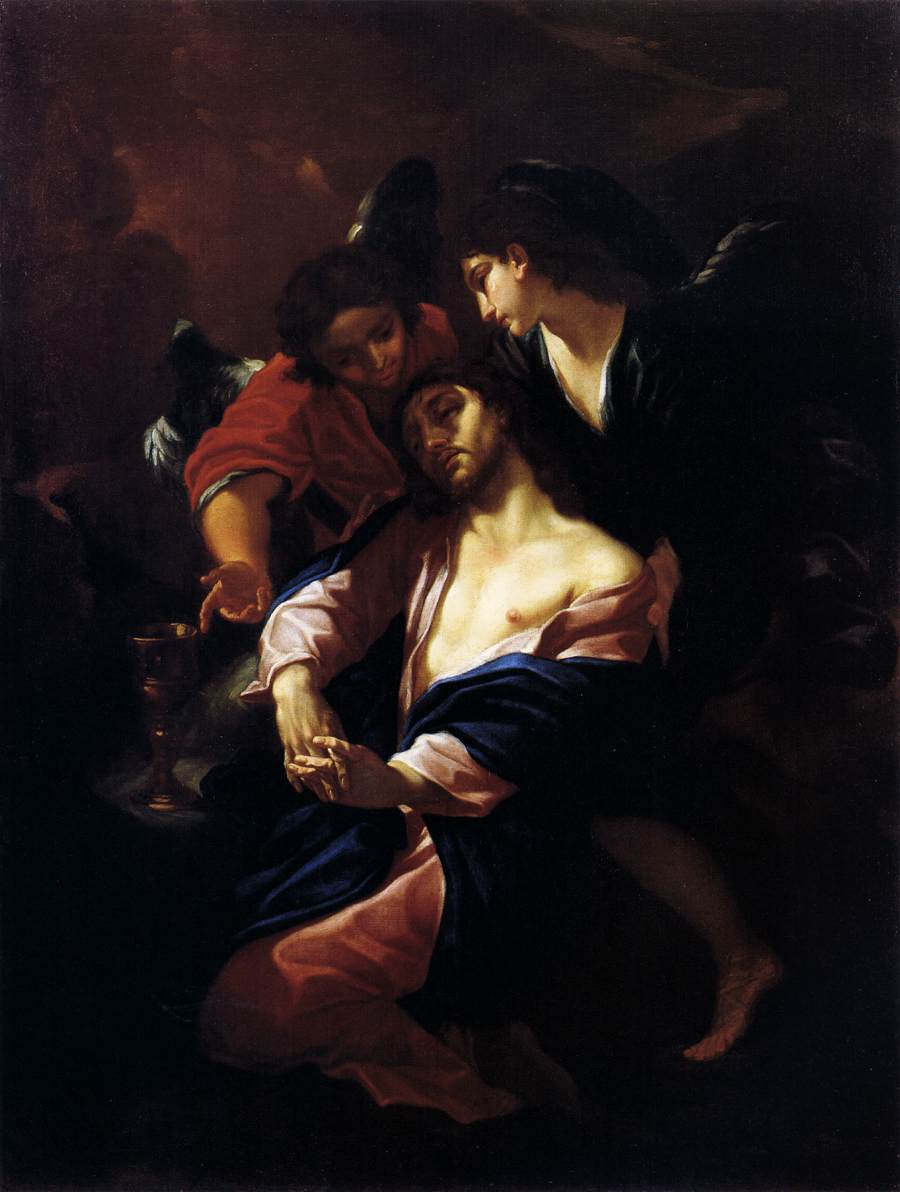
Jesus im Garten von Gethsemane

Giacinto Brandi (* 23. Februar 1621 in Rom; † 19. Januar 1691 ebendort) war ein italienischer Maler.

## Leben
Er wurde in Rom, im Haus seines Vaters Giovanni in der Via Giulia, geboren und in der Basilika San Giovanni Battista dei Fiorentini getauft. Der Kunsthistoriker Bernardo De Dominici, der eine sehr einseitige Haltung einnahm, schrieb in Vite de pittori, scultori ed architetti napoletani non mai date alla luce da autore alcuno dedicata agli eccellentissimi signori, eletti della fedelissima città di Napoli (Napoli 1742-45) die falsche Information, dass Brandi in Gaeta geboren wurde. Als Giacinto vier Jahre alt war, zog die Familie in die Nähe der Basilika von Sant’Andrea delle Fratte. Nachdem er in der Werkstatt von Alessandro Algardi in die Lehre gegangen war, wechselte er 1633 in die Werkstatt von Giovanni Giacomo Sementi (einem Schüler von Guido Reni), da ihn sein erster Meister in die Bildhauerei einführen wollte, während er sich der Malerei zuwenden wollte. Anschließend arbeitete er bis 1646 mit Giovanni Battista Magni und Giovanni Lanfranco zusammen.
Nach seiner Tätigkeit in Neapel ließ er sich ab 1638 wieder in Rom nieder, wo er 1640 Maria Teresa Cagieri, eine Frau französischer Herkunft, heiratete und mit ihr in die Via della Croce in der Nähe der Piazza di Spagna zog. Im Jahr 1637 trat er in die Kongregation der Virtuosen am Pantheon ein. Ab 1651 besuchte er die Accademia di San Luca, zu deren Leiter er im Jahr 1668 gewählt wurde. Er wurde von Papst Innozenz X. in den Ritterstand erhoben und mit wichtigen Arbeiten betraut, darunter der Freskenzyklus im Palazzo Pamphilj auf der Piazza Navona. Dies auch dank der Unterstützung von Monsignore Francesco Sacchetti, Kanoniker der Basilika Santa Maria Maggiore und geheimer Kammerherr des Papstes, der Giacintos Bruder, Abt Pietro Paolo Brandi, sehr nahe stand.
Seine malerische Tätigkeit zeigt sich in den Fresken und Gemälden zahlreicher Barockkirchen, wie dem Öl-auf-Wand-Zyklus im Gewölbe und den Wänden (1662–1663) und dem Altarbild (1664) des Succorpo di Sant’Erasmo im Dom von Gaeta. Die meisten seiner Gemälde sind in Rom zu finden:
- Fresken des Gewölbes (1671–1678) in der Basilika Santi Ambrogio e Carlo al Corso
- Fresken des Gewölbes und der Gegenfassade (1683–1684) in der Kirche San Silvestro in Capite
- Das Martyrium des Heiligen Blasius in der Kirche San Carlo ai Catinari
- Dekoration der Kirche Gesù e Maria mit dem Altarbild der Krönung der Jungfrau (1680)
- Das Martyrium des Hl… Andreas (1685) in der Basilika Santa Maria in Via Lata
- Das Martyrium des Hl. Friedrich (1651) in der Basilika Santa Maria in Trastevere
- Die Heilige Margherita besiegt den Teufel (1683–1685) in der Kirche Santa Margherita in Trastevere
- Die Dreifaltigkeit mit dem seligen Bernardo Tolomei (1665–1670) in der Basilika Santa Francesca Romana
- Die Heiligen Vierzig Märtyrer von Sebaste (1662) in der Kirche Santissime Stimmate di San Francesco
- Die Vision des Seligen Johannes von San Facondo (1656) und die Ekstase der Seligen Rita von Cascia (1660) in der Sant’Agostino in Campo Marzio
- Der Hl. Rochus bittet für die Pestopfer (1673) und der Hl. Rochus in der Herrlichkeit (1674) in der Kirche San Rocco all’Augusteo
- Die Klage über den toten Christus (1675–1676), der Aufstieg zum Kalvarienberg und die Geißelung Christi in der Kirche Sant’Andrea al Quirinale

Wertvoll ist auch der Freskenzyklus, der im Palazzo Pamphilj auf der Piazza Navona zu sehen ist. In der Barockkirche San Rocco in Parma befindet sich ein wertvolles Ölgemälde mit der Beschneidung Jesu.

## Bibliografia
- Antonella Pampalone: Brandi, Giacinto. In: Alberto M. Ghisalberti (Hrsg.): Dizionario Biografico degli Italiani (DBI). Band 14: Branchi–Buffetti. Istituto della Enciclopedia Italiana, Rom 1972.
- M. G. Cascioli: Memorie storiche di Poli. Ed. Comune di Poli, 1896.
- A. Pampalone: Inediti di Giacinto Brandi. In: Commentari. Nr. 21, 1970, S. 306–315.
- G. Borghini: Giacinto Brandi: un documento ed alcuni dipinti inediti. In: Commentari. Nr. 23, 1972, S. 385–393.
- A. Pampalone: er Giacinto Brandi. In: Bollettino d’arte. Nr. 58, 1973, S. 123–166.
- G. Serafinelli: L’Adorazione del Cristo morto con i Santi Francesco d’Assisi e Antonio da Padova. Un capolavoro di Giacinto Brandi ritrovato. In: “Rolsa” (Rivista del Dipartimento di Storia dell’Arte dell’Ateneo Sapienza Università di Roma). Nr. 8, 2007, S. 53–72.
- G. Serafinelli: Giacinto Brandi (Roma 1621 – 1691): scoperte documentarie attorno alla sua vicenda biografica e un dipinto inedito. In: Arte documento. Nr. 25, 2009, S. 152–157.
- G. Serafinelli: Giacinto Brandi e la chiesa delle Santissime Stimmate di San Francesco in Roma: un caso di felice congiuntura documentaria. In: Arte Documento. Nr. 26, 2010, S. 208–215.
- G. Serafinelli: La decorazione pittorica di Giacinto Brandi nella cripta del Duomo di Sant’Erasmo in Gaeta: nuovi documenti e letture iconografiche. In: Arte Documento. Nr. 27, 2011, S. 132–141.
- G. Serafinelli: Giacinto Brandi (1621-1691). Catalogo ragionato delle opere. Umberto Allemandi Editore, Turin 2015.